# Илово (Минская область)

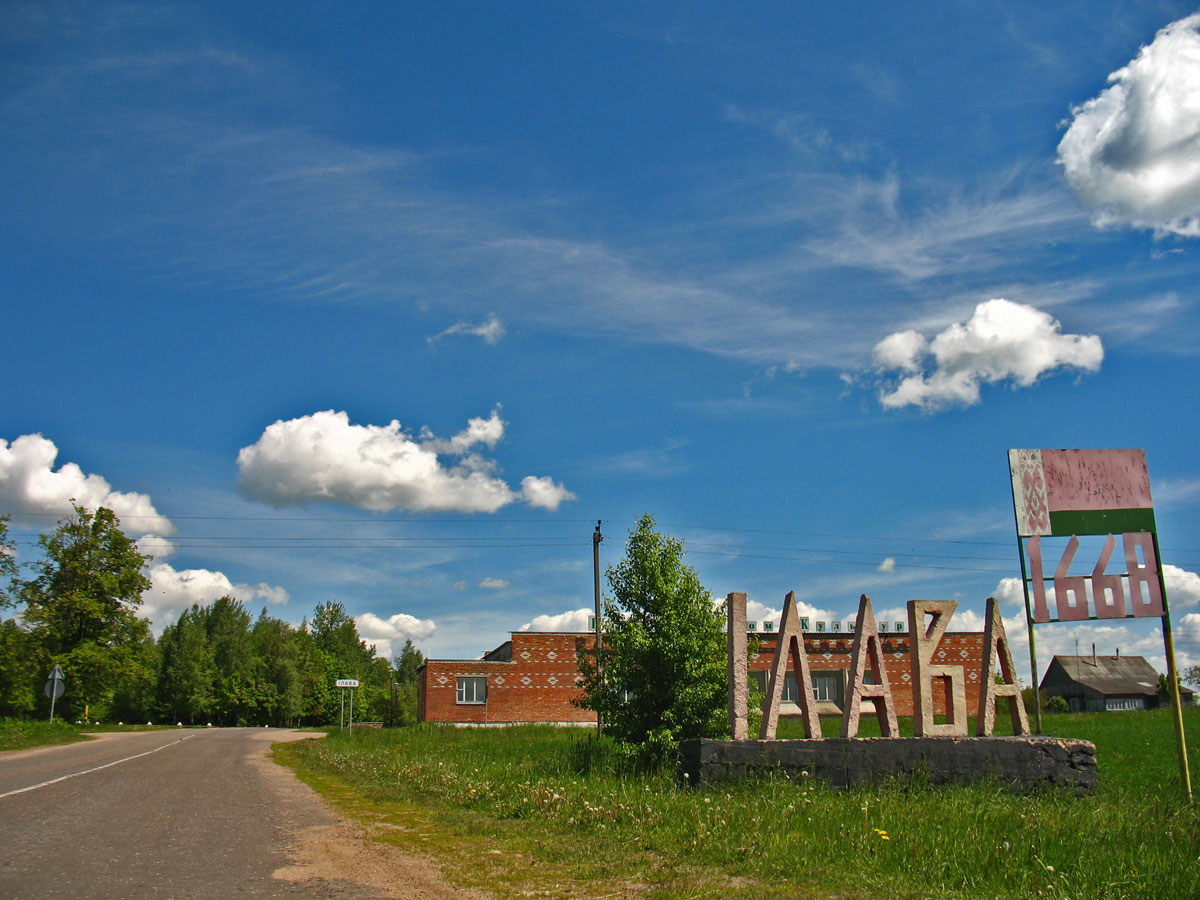

Илово (бел. Ілава) — деревня в Мядельском районе Минской области Беларуси. Входит в состав Будславского сельсовета. Население 133 человека (2009).

## География
Илово находится в северной части Минской области в 5 км к северу от посёлка Будслав в 2 км от границы с Витебской областью. 
По восточной окраине деревни протекает река Сервечь. Южнее деревни находится ж/д остановочный пункт Илово (линия Молодечно — Полоцк)

## История
Впервые упоминается в исторических источниках в 1547 году как поселение путных слуг имения Волколаты князя Юрия Юрьевича Слуцкого. 
В 1668 году — деревня Ошмянского повета Виленского воеводства, шляхетская собственность.
В 1712 году упоминается фольварок.
В 1793 году в результате второго раздела Речи Посполитой деревня Илово вошла в состав Будславской волости Вилейского уезда Виленской губернии Российской империи. 
В 1832 году в Илово появилась винокурня, принадлежащая помещику Окушко.
В 1904 году деревня насчитывала 41 жителя. 
В конце XIX века в имении построен деревянный усадебный дом (сохранился).
В результате Рижского мирного договора 1921 года Мокрица вошла в состав межвоенной Польши, где была в составе Виленского воеводства.
В 1937 году владельцем имения в Илово был Александр Радван-Окушко.
В сентябре 1939 года присоединена к БССР силами Белорусского фронта РККА.
После войны в бывшем усадебном доме разместился психоневрологический интернат.
В настоящее время основным производственным предприятием Мядельского района является унитарное предприятие "Иловское"-  многопрофильное предприятие, осуществляющее производство фруктово-ягодных и плодовых вин, кальвадосов и кальвадосных дистиллятов, спирта-сырца с последующей ректификацией, чипсов картофельных, соусов томатных, повидла яблочного. Имеется собственный сад площадью 90 гектар и три магазина фирменной торговли.

## Достопримечательности
- Дворянская усадьба конца XIX века. Сохранились усадебный дом и винокурня (частично)
- Католическая часовня (1990-е года)